# Croupet-du-Moulin
Croupet-du-Moulin parfois orthographié Croupets-du-Moulin est un hameau belge situé en province de Liège dans la commune de Jalhay.
Avant la fusion des communes de 1977, Croupet-du-Moulin faisait partie de la commune de Sart-lez-Spa. 

## Étymologie
Croupet vient du wallon Croupèt signifiant éminence ou rondeur.

## Situation et description
Croupet-du-Moulin est un hameau ardennais situé sur le versant sud d'un vallon verdoyant où coule un petit ruisseau affluent en rive gauche de la Hoëgne qu'il rejoint à la sortie de la localité. Une rue en cul-de-sac descend de Sart-lez-Spa situé au sud jusqu'au bord de la Hoëgne en passant par le hameau implanté en lisière de forêt. Sur le versant opposé de la Hoëgne, se trouve la forêt domaniale de Gospinale.

## Viaduc
Le viaduc des Croupets du Moulin est un pont sur l'autoroute E42 situé au km 18 entre les sorties 8 et 9. Il passe entre le hameau situé au nord et Sart-lez-Spa.

## Activités
Le hameau possède plusieurs gîtes (dans un manoir) et des chambres d'hôtes.